# Seznam zápasů rumunské fotbalové reprezentace na Mistrovství Evropy
Rumunská fotbalová reprezentace byla celkem 6x na mistrovstvích Evropy ve fotbale a to v letech 1984, 1996, 2000, 2008, 2016, 2024.
- Aktualizace po ME 2024 – Počet utkání – 20 – Vítězství – 2x – Remízy – 6x – Prohry – 12x

| Číslo | Soupeř      | Výsledek | ME      | Fáze turnaje       | Góly Rumunska                                          |
| ----- | ----------- | -------- | ------- | ------------------ | ------------------------------------------------------ |
| 1.    | Španělsko   | 1 – 1    | ME 1984 | základní skupina B | Laszlo Bölöni                                          |
| 2.    | SRN         | 1 – 2    | ME 1984 | základní skupina B | Marcel Coraş                                           |
| 3.    | Portugalsko | 0 – 1    | ME 1984 | základní skupina B | Ne                                                     |
| 4.    | Francie     | 0 – 1    | ME 1996 | základní skupina A | Ne                                                     |
| 5.    | Bulharsko   | 0 – 1    | ME 1996 | základní skupina A | Ne                                                     |
| 6.    | Španělsko   | 1 – 2    | ME 1996 | základní skupina A | Florin Răducioiu                                       |
| 7.    | Německo     | 1 – 1    | ME 2000 | základní skupina A | Viorel Moldovan                                        |
| 8.    | Portugalsko | 0 – 1    | ME 2000 | základní skupina A | Ne                                                     |
| 9.    | Anglie      | 3 – 2    | ME 2000 | základní skupina A | Cristian Chivu, Dorinel Munteanu, Ioan Ganea (penalta) |
| 10.   | Itálie      | 0 – 2    | ME 2000 | čtvrtfinále        | Ne                                                     |
| 11.   | Francie     | 0 – 0    | ME 2008 | základní skupina C | Ne                                                     |
| 12.   | Itálie      | 1 – 1    | ME 2008 | základní skupina C | Adrian Mutu                                            |
| 13.   | Nizozemsko  | 0 – 2    | ME 2008 | základní skupina C | Ne                                                     |
| 14.   | Francie     | 1 – 2    | ME 2016 | základní skupina A | Bogdan Stancu (penalta)                                |
| 15.   | Švýcarsko   | 1 – 1    | ME 2016 | základní skupina A | Bogdan Stancu (penalta)                                |
| 16.   | Albánie     | 0 – 1    | ME 2016 | základní skupina A | Ne                                                     |
| 17.   | Ukrajina    | 3 – 0    | ME 2024 | základní skupina E | Nicolae Stanciu, Răzvan Marin, Denis Drăguș            |
| 18.   | Belgie      | 0 – 2    | ME 2024 | základní skupina E | Ne                                                     |
| 19.   | Slovensko   | 1 – 1    | ME 2024 | základní skupina E | Răzvan Marin (penalta)                                 |
| 20.   | Nizozemsko  | 0 – 3    | ME 2024 | osmifinále         | Ne                                                     |